# Maelgwn Gwynedd
 (janvier 2015).
Maelgwn Gwynedd (480 ? - † 547 ?) (en latin : Maglocunus; parfois connu selon les auteurs sous le nom de Malgo (selon l'Historia regum Britanniae  de Geoffroy de Monmouth), Malcune ou encore Malgocunos), également connu sous le nom de Maelgwn Hir ap Cadwallon, Maelgwn Hir (« le Long »), et Maelgwn Fawr (« le Grand ») était roi de Llanrhos et une figure de la mythologie celtique brittonique où sa personnalité est très controversée.

## Le personnage historique

### Son nom
Maelgwn signifie étymologiquement en gallois « Prince Chien » et est composé des éléments mael (prince) (*maglo- en premier, brittonique) et cwn, l'antique forme ci (chien) (du vieux brittonique nominatif singulier *cū, ou *cun-). Comme chien est parfois utilisé comme kenning pour un guerrier dans la poésie galloise primitive son nom peut aussi être rendu par « Prince Guerrier ».

### Règne
Après l'effondrement de l'autorité romaine dans l'île de Bretagne, le nord du pays de Galles est envahi par les Déisi des tribus de Gaëls venant d'Irlande. Le royaume de Gwynedd débute avec la reconquête de la région côtière par des peuples brittoniques issus du Nord de la Bretagne sous le commandement du grand-père putatif de Maelgwn Cunedda Wledig. Quelques générations après le père de Maelgwn Cadwallon achève le processus en détruisant les derniers établissement gaëls sur Anglesey. Maelgwn est le premier roi à bénéficier des fruits des conquêtes familiales et il est considéré comme le fondateur de la famille régnante du royaume. C'est pour cette raison que communément le nom du royaume est adjoint au sien sous la forme de « Maelgwn Gwynedd ».
Selon la tradition son llys (anglais : cour royale, littéralement halle) se trouve à Deganwy, sur la péninsule de Creuddyn dans le Rhos. La tradition relève également qu'il meurt près de Llanrhos, et qu'il y est inhumé. D'autres traditions indiquent qu'il est inhumé dans Ynys Seiriol (anglais : île de Saint-Seiriol, (l'île des Puffins), au large à l'est Anglesey. Il n'existe par de preuves historiques permettant de confirmer ou d'infirmer ces traditions.
La documentation historique pour cette période est rare. Maelgwn apparait comme le petit-fils de Cunedda dans les généalogies royales : Harleian genealogies, dans la généalogies du Jesus College MS. 20 et du manuscrit de Hengwrt MS. 202. Nennius dans son Historia Brittonum le présente comme l'arrière-arrière-arrière-petit-fils de Cunedda. Sa mort lors de la « grande mortalité » de 547 est relevée dans les Annales Cambriae. La tradition précise qu'il meurt de la « Peste jaune » de Rhos, mais elle est issue des Triades galloises qui ont été composées bien plus tard. Les sources indiquent seulement qu'il y avait une « grande mortalité » dans les îles Britanniques en 549
Maelgwn est un important contributeur à l'expansion du christianisme dans le pays de Galles. Il fait des donations et il favorise saint Brynach dans le Dyfed, saint Cadoc au Gwynllwg, saint Cybi dans l'ile Anglesey, saint Padarn en Ceredigion, et saint Tydecho dans le Powys.
Il est aussi associé à la fondation du Monastère de Bangor-Fawr, mais il n'existe pas de preuve convaincante de ce fait. En 1723 dans son Mona Antiqua Restaurata, Henry Rowlands affirme bien que Bangor est élevé au rang de siège épiscopal par Maelgwn en 550, mais il ne produit aucune preuve de son assertion
Les seules informations contemporaines sur lui émanent de Gildas le Sage, qui inclut Maelgwn parmi les cinq rois bretons qu'il condamne dans des termes allégoriques dans son De Excidio et Conquestu Britanniae. Il indique que Maelgwn qu'il dénomme « Dragon insulaire » exerce une prééminence régionale sur les quatre autres rois, précisant qu'il avait détrôné son oncle paternel (latin : avunculus) pour obtenir le trône ; qu'il était moine mais était retourné à la vie séculière et qu'il s'était marié malgré ses vœux puis avait divorcé et qu'ensuite il s'était remarié avec la veuve de son neveu après s'être rendu coupable de la mort dudit neveu et de sa première épouse. Enfin parmi ses vices il s'était aussi « rendu ivre du vin de la vigne de Sodome »

### Haut Roi?
Il semble clair que Maelgwn détenait une position prééminente dans les régions sur lesquelles régnaient les descendants de Cunedda, peut-être comme une sorte de « Haut Roi » toutefois rien ne suggère que Maelgwn étendait son autorité sur une aire plus importante. Gildas le Sage confirme de son côté dans la condamnation du roi qu'il détient un pouvoir supérieur sur les quatre autres rois eux aussi condamnés, et il le décrit comme le « Dragon de l'Île » c'est-à-dire de l'île d'Anglesey qui était l'ancienne place forte des rois de Gwynedd.
Le fait que les donations faites par Maelgwn pour des fondations religieuses n'étaient pas réduites au royaume de Gwynedd mais se répartissaient sur le nord et le sud du pays de Galles où les descendants de Cunedda s'étaient implantés, implique que Maelgwn exerçait une forme de suzeraineté sur ces régions au-delà de son pouvoir souverain dans son propre royaume. Bien que le contexte ne soit pas définitif, Taliesin implique également dans son Marwnad Rhun (anglais : Elegy of Rhun) que les lamentations sur la mort de Rhun le fils de Maelgwn, dans lesquelles il dit que la mort de Rhun est « la chute de la cour et de la ceinture de Cunedda ».

### Père de Brude mac Maelchon?
Le roi des Pictes Bridei († vers 584) est le fils d'un certain Maelchon (ou Melcho, ou Maelchú dans les sources irlandaises). Marjorie Ogilvie Anderson relève simplement que « Le père de Brude peut chronologiquement être Maelgwn roi de Gwynedd » Bien qu'il porte un nom semblable rien ne permet de relier effectivement le père de Bridei à Maelgwn Gwynedd. Parmi ceux qui ont avancé cette connexion, le plus célèbre est l'historien John Morris dans son ouvrage de 1973 Age of Arthur où il indique au passage sans se référer à aucune autorité : «... Bridei, fils de Maelgwn, le puissant roi du nord du pays de Galles,...». Dans ce contexte il aurait été convié par les Pictes à s'unir à une héritière de leur royaume afin de leur donner ainsi un héritier royal Bridei, ce qui faisait de lui un futur roi des Pictes d'après leur système de transmission en ligne matrilinéaire du trône, cette identification reste très incertaine,.

## Le personnage légendaire

### L'Histoire des rois de Bretagne
Geoffrey de Monmouth dans son texte pseudo historique du XIIe siècle Historia Regum Britanniae présente Maelgwn sous le nom de Malgo comme un personnage de son récit Il rapporte que Malgo était corrompue par la sodomie, et qu'il eut comme successeur un certain Keredic « fomenteur de guerres civiles ». Il ajoute que la Bretagne avait gémi sous le joug des barbares après l'époque de Malgo, qui avait été le 4e roi de Bretagne après Arthur et qu'il avait laissé deux fils Ennianus et Runo.

### Chronica gentis Scotorum
Selon le récit de Jean de Fordun Chronica gentis Scotorum, écrit vers 1360, un certain « Maglo, roi des Bretons » demande de l'aide au roi Aydanus mais Il n'y a rien qui lie Maelgwn Gwynedd au roi des Pictes. Dans la dernière section, Fordun ajoute que plus tard c'est « Cadwallo, roi des Britons » qui reçoit finalement de l'aide du roi Aydan.

### Maelgwn en Bretagne Armorique
En Bretagne, Maelgwn de Gwynedd serait devenu le légendaire évêque Macliau, personnage que Grégoire de Tours, dans son Histoire des Francs, place dans le Vannetais par confusion avec le Gwynedd. La guerre improbable entre Jacob fils de Macliau et Théodoric de Cornouaille, racontée par Grégoire de Tours, se réfèrerait en effet à des guerres entre Iago et Théodric de Bernicie.

### Légendes
On raconte par exemple que les différents partis se disputant le trône de Gwynedd aurait décidé d'en faire l'enjeu d'un concours : Maelgwn avait suggéré que tous les participants s'assoient dans leur trône, sur la plage, et que celui qui resterait ainsi le plus longtemps malgré les vagues serait le gagnant. Il remporta le concours en installant une sorte de bouée sous son trône.
La légende de son premier mariage est très connue : il aurait offert à Nesta, sa reine, un anneau d'or. Mais celle-ci le perdit en prenant son bain dans la rivière Elwy. Elle demanda alors de l'aide à saint Asaph, qui invita le couple à dîner et expliqua à Maelgwn comment Nesta avait perdu sa bague. Maelgwn entra dans une fureur noire et accusa sa femme de l'avoir en fait offert à un amant. Asaph parvint pourtant à le calmer suffisamment pour qu'il acceptât de rester manger et priât que l'on puisse retrouver la bague. Il leur servit des poissons pêchés à même la rivière Elwy, et quand Maelgwn l'ouvrit, il y trouva l'anneau.
Une autre légende dépeint le caractère fourbe de Maelgwn : il apprit un jour que saint Padarn avait une fortune considérable en or et décida de la lui voler par la ruse. Il envoya à l'évêque des émissaires chargés de sacs de graviers et de mousse. Il les fit passer pour son trésor et lui demanda de le garder pendant qu'il partait en guerre. Quelques mois plus tard, il dépêcha à nouveau des messagers pour récupérer l'or et ceux-ci ne trouvèrent que mousse et cailloux. Accusé de vol, Padarn fut traduit devant Maelgwn et se refusa à rembourser quoi que ce soit. Il dut donc passer le jugement de Dieu : lui et ses accusateurs devaient plonger leurs bras dans un chaudron d'eau bouillante et attendre une courte période de guérison. Tandis que les messagers avaient encore les bras en cloques et douloureux, Padarn ne présentait plus la moindre trace de brûlure et fut donc déclaré innocent tandis que Maelgwn fut forcé d'avouer sa ruse et d'offrir des terres à sa victime pour expier sa faute.
Elis Gruffydd écrivit au milieu du XVIe siècle un manuscrit dans la tradition mythologique, mais certains critiques pensent que l'histoire qui suit serait encore plus vieille :
Le roi Maelgwn demanda à ce qu'un fils d'un de ses vassaux qui habitait loin, Elphin (dans d'autres versions de cette histoire, il s'agit de Elffin ap Gwyddno, son propre neveu), vienne faire son éloge à sa cour. Ce dernier refusa et annonça que son barde, Taliesin, était bien meilleur que n'importe quel barde de sa cour et que sa femme était bien plus belle que n'importe quelle autre femme que sa cour pût avoir. Taliesin, étant devin, savait ce qui se passait et le raconta à la femme d'Elphin. Le fils de Maelgwn, Rhun, vint chez Elphin pour séduire sa femme et prouver que les déclarations de ce dernier étaient fausses. Rhun l'enivra et quand elle s'évanouit, il tenta de lui retirer son alliance afin de prouver son infidélité. Comme il n'arrivait pas à la retirer, il lui coupa le doigt, sous l'ongle duquel il y avait de la pâte à pain, et le ramena à Maelgwn. Celui-ci le montra à Elphin et sous-entendant que sa femme se coupait les ongles plus souvent que la personne à qui appartenait le doigt, qu'elle avait des serviteurs pour lui faire la pâte à pain, et que son alliance à elle était suffisamment grande et non pas trop petite.
Maelgwn ordonna à Taliesin de se présenter à sa cour afin de montrer à tous que l'assertion selon laquelle il était un meilleur barde que n'importe qui d'autre était fausse. Taliesin proposa d'affronter en duel tous les bardes de sa cour en composant une épopée en seulement vingt minutes. Ceux-ci échouèrent, et lorsque ce fut au tour de Taliesin donner son récital, une bourrasque de vent ébranla le château. Effrayé, Maelgwn fit mander Elphin, alors en prison. La chanson suivante de Taliesin fit tomber les chaînes de son maître. Maelgwn les défia sur une course de chevaux et Taliesin se présenta le lendemain avec un vieux cheval fatigué. Tandis que les chevaux du roi le dépassaient, il frappa la croupe de chacun d'une brindille de houx et jeta son chapeau à terre. Tous ses concourants firent demi-tour juste au moment où ils allaient passer la ligne d'arrivée puis se mirent à danser. Le cheval de Taliesin se traîna ensuite jusqu'à la ligne d'arrivée et gagna la course.
On raconte dans une autre histoire que Maelgwn plaça ses plus beaux chevaux sous la garde de saint Tydecho. Mais celui-ci les laissa en liberté dans la montagne à brouter la bruyère plutôt que de les laisser paître l'herbe dans leur enclos. Quand il les rendit à Maelgwn, la couleur de leur robe avait viré au jaune. Maelgwn s'empara de son cheptel de bœufs en guise de châtiment. Tydecho aurait alors enchanté des cerfs pour tirer sa charrue. Maelgwn se serait un jour assoupi sur un rocher en allant à la chasse et y resta collé jusqu'à ce que Tydecho vienne le délivrer…
Dans l'encyclopédie Britannica de 1911, on peut également trouver cette histoire :
Maelgwn voulut prouver la supériorité du chant sur les instruments de musique et proposa une récompense à ses bardes et ménestrels qui traverseraient la rivière Conwy à la nage. Quelques-uns jouèrent le jeu et traversèrent la rivière, mais une fois arrivés, ils ne pouvaient plus jouer de leur harpe, trop abîmée par l'eau, mais pouvaient toujours chanter…
De nombreuses autres anecdotes, aux origines douteuses existent sur le personnage, tantôt illustrant sa grandeur, tantôt dénonçant son caractère fourbe.

## Fiction
Maelgwn « le Dragon de l'Île » était le personnage principal des trilogies The Ancient Future et The Celestial Triad écrits par l'auteur australien Traci Harding. Il y est dépeint comme juste, généreux et tendre. Son tuteur dans l'enfance était Taliesin. Son père Cadwallon fut emprisonné par son oncle Cadfer, qui viola alors sa mère Sorcha Lawhir, laquelle se suicida. Maelgwn tua son oncle et rendit le trône à son père.

## Sources
- (en) Cet article est partiellement ou en totalité issu de l’article de Wikipédia en anglais intitulé « Maelgwn Gwynedd » (voir la liste des auteurs)..

- (en) Mike Ashley The Mammoth Book of British Kings & Queens Robinson (Londres 1998)  (ISBN 1841190969) « Maelgwyn Hir (the Tall) Gwynedd [520s?] - c549 » p. 142-143.
- (en) Peter Bartrum, A Welsh Classical Dictionary : People in History and Legend Up to about A.D. 1000, Aberystwyth, National Library of Wales, 1993, 649 p. (ISBN 978-0-907158-73-8), p. 500-504 MAELGWN GWYNEDD. (d 547).
- (fr) Histoire des rois de Bretagne, traduit et commenté par Laurence Mathey-Maille, Édition Les belles lettres, coll. « La roue à livres », Paris, 2004,  (ISBN 2-251-33917-5)